# Седова Заимка
Седо́ва Заи́мка — посёлок в Новосибирском районе Новосибирской области России, входит в состав Кубовинского сельского совета. 

## Географическое положение
Посёлок расположен на правом берегу реки Оби, в 43 км от города Новосибирска. Протяженность береговой линии — около 2 км, с востока окружен лесами Новосибирской лесной дачи.
Посёлок можно условно разделить на несколько зон: южная — «Красная горка», восточная — зона базы отдыха, центральная — зона «Коровьего пляжа» и кладбища, северная — пойма, новая пойма и северная пойма.
Отличительной особенностью являются выходы скальных пород у южной окраины посёлка и в небольшом отдалении от северной окраины, в районе мыса Большой камень.

## Население
| 2002 | 2007 | 2010 |
| ---- | ---- | ---- |
| 4    | ↗5   | ↘4   |

## История
Основан в 1886 году. Вокруг поселка археологами в течение 1960—1980-х годов обнаружено 14 городищ и захоронений, относящихся к периоду от второго тысячелетия до нашей эры до XIV в. (городище Большой камень).
Плотность памятников на небольшом отрезке террасы (700 м) обусловлена удобством этих мест для жизни. Наибольшая высота, с одной стороны, сочетается с удобными спусками к воде — с другой.
Особый интерес представляет поселение около средневекового городища Большой Камень. Западины жилищ расположены за оборонительной системой и вытянуты вдоль неё цепочкой. Напротив этого поселения существует один из въездов в городище. В 1979 году были оформлены охранные обязательства Новосибирской области, однако надлежащего ухода и охраны не обеспечено.
Первые поселенцы (вероятно из Колывани или Скалы) освоили южную часть, селились в районе Красной горки. Основание заимки связывают с именем Седова, предполагаемая могила которого находится на кладбище в центральной части посёлка. Основными занятиями первых поселенцев было рыболовство, курение (добыча) смолы и дёгтя.
Седова Заимка могла оказаться местом строительства железнодорожного моста через реку Обь, однако мост был построен существенно южнее и стал фактором развития города Новосибирска.
В июле 1920 года посёлок оказался в эпицентре так называемого «колыванского мятежа» (крестьянского монархического восстания) против советской власти и коммунистов.
В 1960-е годы в посёлке стали появляться первые дачные участки, наиболее активное дачное строительство осуществлялось в конце 1970—1980-х годах.
На территории посёлка сформировалось дачное общество сотрудников Сибирского научно-исследовательского института авиации им. С. А. Чаплыгина, была построена база отдыха СибНИА.

## Достопримечательности
- городище Большой Камень в районе одноименного мыса (XIII—XIV в. н. э.). Городище укреплено мощной системой из двух рвов и валов. Ширина валов достигает 5 м, высота — 4м, ширина рвов — до 7 м. Вход охранялся двумя бастионами. Интересно отметить, что более половины площади приходилось на оборонительную систему, которая охраняла несколько жилищ. Впервые сведения о городище были получены в 1959 году, в 1963 г. городище было обследовано экспедицией во главе с Т.Н. Троицкой, в 1966 г. начались систематические раскопки;
- Коровий пляж;
- остров Маруськин;
- остров Заячий;
- Красная горка;
- устье реки Шатуниха.

Рядом с Седовой Заимкой были обнаружены и другие археологические памятники. С 1973 г. раскопки велись под руководством В.Д. Романцовой, в 1979 г. А.П. Бородовским (в 1995 г. он вновь обследовал объекты в Седовой Заимке по программе инвентаризации памятников археологии Новосибирской области).

## Выдающиеся люди Седовой Заимки
В Седовой Заимке проживали: выдающийся борец классического (греко-римского) стиля, трехкратный олимпийский чемпион Карелин, Александр Александрович.
Соловьёв, Олег Викторович — участник первого чемпионата мира. С чемпионата привёз две золотые и три серебряные медали. После окончания карьеры спортсмена работал тренером сборной команды Советского Союза по скоростным видам подводного плавания. А позже выехал в США, где работал со сборной США по подводному плаванию. Воспитал трёх чемпионов США.

## Экономика
Седова Заимка не может похвастаться мощным экономическим потенциалом. Однако здесь расположена популярная база отдыха новосибирцев под одноименным названием. Также в летне-дачный период работает магазин.

## Транспорт
В период навигации ежегодно открыт пассажирский рейс «Новосибирск» — «Седова Заимка». В период СССР в 1980—1990-е годы до Седовой Заимки ежедневно осуществлялось до 6 рейсов. До Седовой Заимки можно добраться круглогодично по автодороге. В дачный период работает маршрутное такси (Площадь Калинина — Бибиха — Тайга — Седова Заимка, до 3 рейсов в день).